# 花剌子模王朝
花剌子模王朝（波斯語：خوارزمشاهیان，意為花剌子模之王）是一个起源于突厥马木鲁克的波斯逊尼派穆斯林統治的王朝。建國初期为塞尔柱王朝附庸，之后独立，在其國祚154年間统治了大伊朗地区大部，至13世纪初，為蒙古帝国所灭。

## 历史

### 建立
花剌子模王朝的建立时间至今仍有争论。目前該地最早可考的統治紀錄始於11世紀。1017年，花剌子模人在騷亂中杀死了加兹尼苏丹马哈茂德的姐姐。作为报复，马哈茂德侵入了花剌子模地区，並在該地設立行政機關，直到1034年為止，花剌子模都是加兹尼王国下轄的一个省。1042年至1043年，花剌子模被納入塞尔柱帝国的版圖。1077年，阿努什的斤被帝國指派為花剌子模的总督。
1141年，在卡特万之战中，塞尔柱苏丹被西辽击败。花剌子模的統治者，阿努什的斤之孙阿拉乌丁·阿即思改向西辽耶律大石稱臣，每年進貢三萬金第納爾。阿即思的继承者阿尔斯兰在位時终生向菊儿汗們称臣纳贡。
阿尔斯蘭死後，两个儿子塔乞失和苏丹·沙赫為争夺王位爆發衝突。塔乞失失势後逃亡西遼，西遼太后耶律普速完與其夫出兵助其復位。但後來帖乞失反抗，因為西遼强征贡赋。西遼的反應是另立他的兄弟於呼罗珊，帖乞失後來成為東伊朗的主人。

### 扩张
塞尔柱的苏丹于1156年去世。由于塞尔柱帝国陷入混乱，花剌子模沙向南扩张领土。1194年，塞尔柱帝国最后一任苏丹被花剌子模沙阿塔乞失打败并被杀死。塔乞失取得部分呼罗珊和西伊朗地区。
1200年，塔乞失去世，阿拉乌丁·摩诃末即位。1204年，他与成吉思汗发生一场冲突，他在锡尔河被击败。摩诃末向宗主国西辽请求帮助，西辽给了他一支军队。由于这个帮助，摩诃末在和古尔人的战斗中获胜，并且把他们赶出了花剌子模。
1206年，摩诃末对他的宗主国的态度开始转变，他殺了西遼的使節因什，宣告與契丹人決裂。
1208年，进攻臣属西辽的撒马尔罕（今乌兹别克城市），但反被西辽击败。由于当时西辽国内充满矛盾，撒马尔罕君主奥斯曼·伊本·易卜拉欣背叛西辽，自立为汗。于是，摩诃末又与奥斯曼相联合，共同夹击西辽，从河中地区赶走了西辽势力。
1210年，乃蠻滅亡後，太子屈出律逃亡西遼，對花剌子模進行策反，雙方約定：如果摩訶末蘇丹的軍隊首先進入西遼首都，直到阿力麻里，和田，喀什噶爾歸花剌子模帝國。如屈出律先入首都，則錫爾河畔的費納喀特以東歸屈出律。後來花剌子模與西喀喇汗聯攻西遼。
1215年，摩诃末击败奥斯曼，占领了河中地区，并向阿富汗进攻，征服了古尔王朝。
1217年，康里人海兒汗亦納勒術掠奪到訛答剌的蒙古商隊，將穆斯林商隊以間諜為名處決，只剩下一名駱駝伕逃回蒙古。後來成吉思汗派使者要求懲辦海兒汗，因為她是海兒汗的姑媽，她娘家的海兒汗劫杀蒙古商队之後，摩诃末處死蒙古正使。同年摩诃末命令札蘭丁向哈里發納綏爾发动战争，军队到达阿撒答巴忒，兵马冻死多半。

### 灭亡
1217年，摩訶末自稱「萬王之王」（Shahanshah）與宗教領袖，象徵他已不再承認僅作為哈里發的附庸，他以此為由命札蘭丁從古爾進軍巴格達，但在接近巴格達前遭遇暴雨與瘟疫，士氣崩潰只得撤軍，此役失敗也讓他放棄了稱哈里發的念頭。
1218年，摩诃末的母亲图儿干合敦是康里人，乘摩诃末远征之机，依仗康里的将领在乌龙格赤（今土库曼斯坦乌尔根奇）另立朝廷，母子不和使號稱拥兵四十万花剌子模战力松散。
1219年秋季，成吉思汗率領蒙古軍大舉侵入花剌子模，摩訶末退駐阿姆河南，並且準備逃往西境以避蒙古兵鋒；扎蘭丁力諫，並自請統兵迎戰，摩訶末不納。面對蒙古軍隊，摩诃末選擇分兵固守主要城市如撒馬爾罕、不花剌、尼沙布爾等地，而非與蒙古軍正面交鋒。扎蘭丁力諫，並自請統兵迎戰，摩訶末不納。其帝國疆域雖大，然母亲图儿干合敦擁兵自重，導致行政體系薄弱、內部權力分裂，形成不穩的「雙重政權」。
1220年，蒙古军队渡过锡尔河，开始了進攻。蒙古人席卷布哈拉、庫尼亞烏爾根奇和首都撒马尔罕。摩诃末逃走并病死在里海的一个岛上。
1221年，札蘭丁帖兒罕可敦與貴族政變未遂後倉皇離開古爾干奇，率領少數親信越過喀拉庫姆沙漠，於哥疾寧（Ghazni）地區集結母系土庫曼氏族舊部，在外叔父帖木兒馬利克帶領下聚集逾八萬兵力，正面擊敗蒙古大軍，史稱帕爾旺戰役（1221），該戰場位於今阿富汗喀布爾省與帕爾旺省交界的瓦利安谷地（Waliyan Valley），多岩狹窄、地勢崎嶇之地，對蒙古騎兵極為不利，伊斯蘭哈里發支援的加齊戰士也奮勇殺敵，中軍由札蘭丁親自指揮，右翼為伊格拉克（Ighrak），左翼由帖木兒·馬利克（Temur Malik）統領。為阻止追擊，蒙古軍在撤退途中焚毀橋樑，這是蒙古的在中亞的第一次戰敗，然而內部分贓失序，右翼將領伊格拉克與帖木兒馬利克爆發衝突，導致軍心渙散。
同年成吉思汗親率大軍南下，札蘭丁不敢決戰，轉進印度河畔，企圖東渡避難。11月，雙方爆發印度河之戰，花剌子模軍大敗，妻兒與親軍備全殲。札蘭丁奇蹟生還，令成吉思汗稱許其英勇，命軍中不得射殺他。
1221-1223年，札蘭丁於印度旁遮普一帶建立短暫政權，擊敗當地酋長與追兵，並曾向德里蘇丹國請求庇護，遭蘇丹伊勒杜迷失拒絕。他仍試圖擴張勢力，佔領拉合爾、木爾坦、信德一帶。
1224年，獲兄弟兼軍閥長官吉亞斯丁之邀回國，他離開印度返回波斯，向阿拔斯王朝借兵。
1225年擊滅阿塞拜疆地區埃爾迪古茲王朝阿德貝格月即别，建都大不里士，阿姆河以西諸川盡為所有，勢力復振。
1228年，成吉思汗死後，新任大汗窩闊臺派出綽兒馬罕與察合台軍團進軍波斯與喬治亞地區。札蘭丁軍力不支，多場交戰後節節敗退。
1231年，札蘭丁在土耳其的迪亞巴克爾死於謀殺，花剌子模王朝滅亡。他的女兒圖爾坎公主被蒙古收留，後嫁予摩蘇爾總督，融入蒙古帝國的統治階層。

## 統治者列表
- 沙赫·馬立克（1041年至1042年在位）
- 塞尔柱帝国管轄期（1042年至1077年）
- 也斤赤·伊本·火赤哈兒（1096年至1097年在位）

### 阿努什的斤家族
1. 阿努什的斤·加爾察（1077年至1097年在位）
2. 庫都不丁·摩訶末（1097年至1127年在位）
3. 阿拉乌丁·阿即思（1127年至1156年在位）
4. 伊尔·阿尔斯朗（1156年至1172年在位）
5. 苏丹·沙赫（1172年至1193年在位）
6. 阿拉丁·塔乞失（1172年至1200年在位）
7. 阿拉烏丁·摩诃末（1200年至1220年在位）
8. 札蘭丁·明布爾努（1220年至1231年在位）